# Biserica de lemn din Talpe

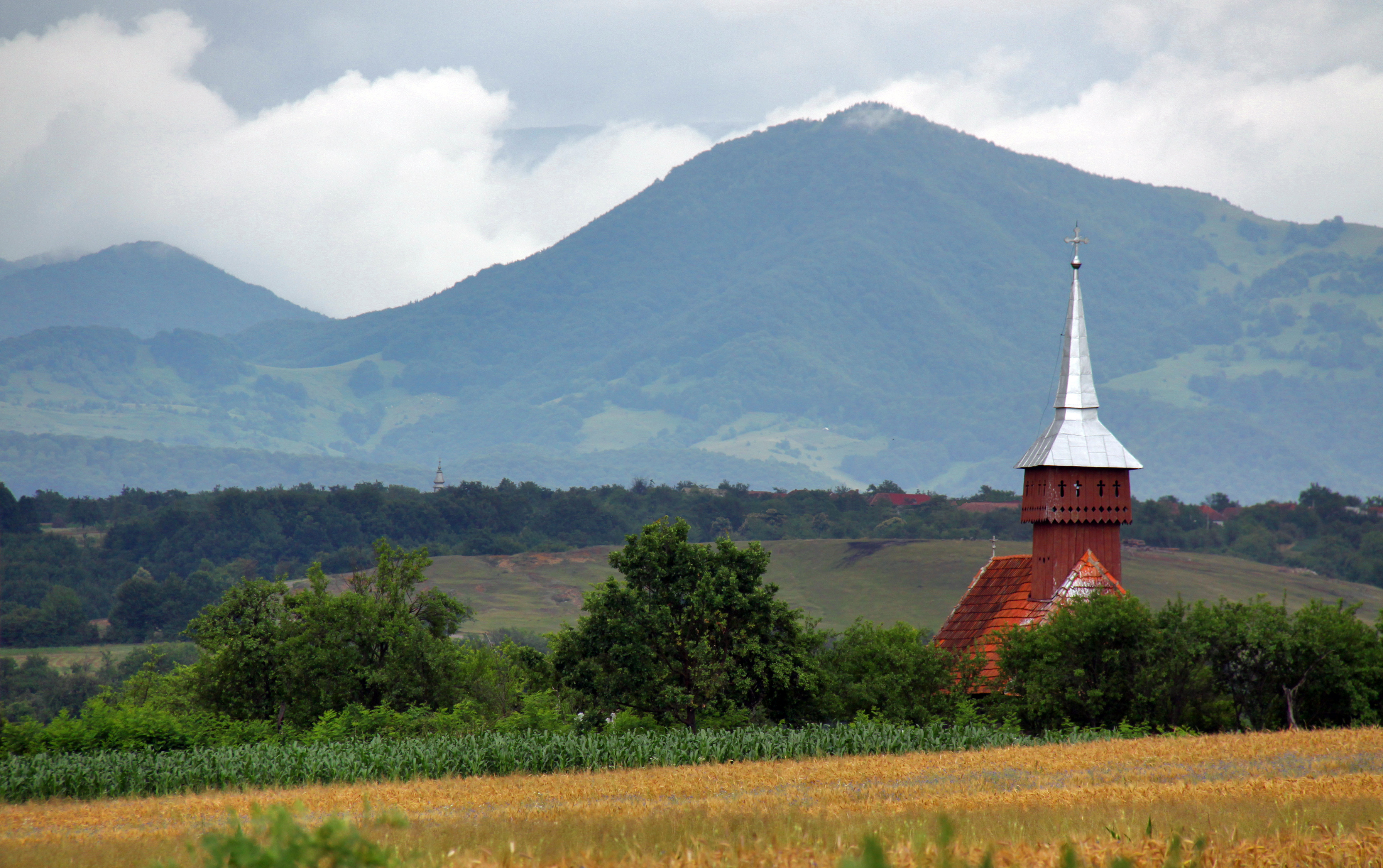
Biserica de lemn din Talpe, foto: 2009

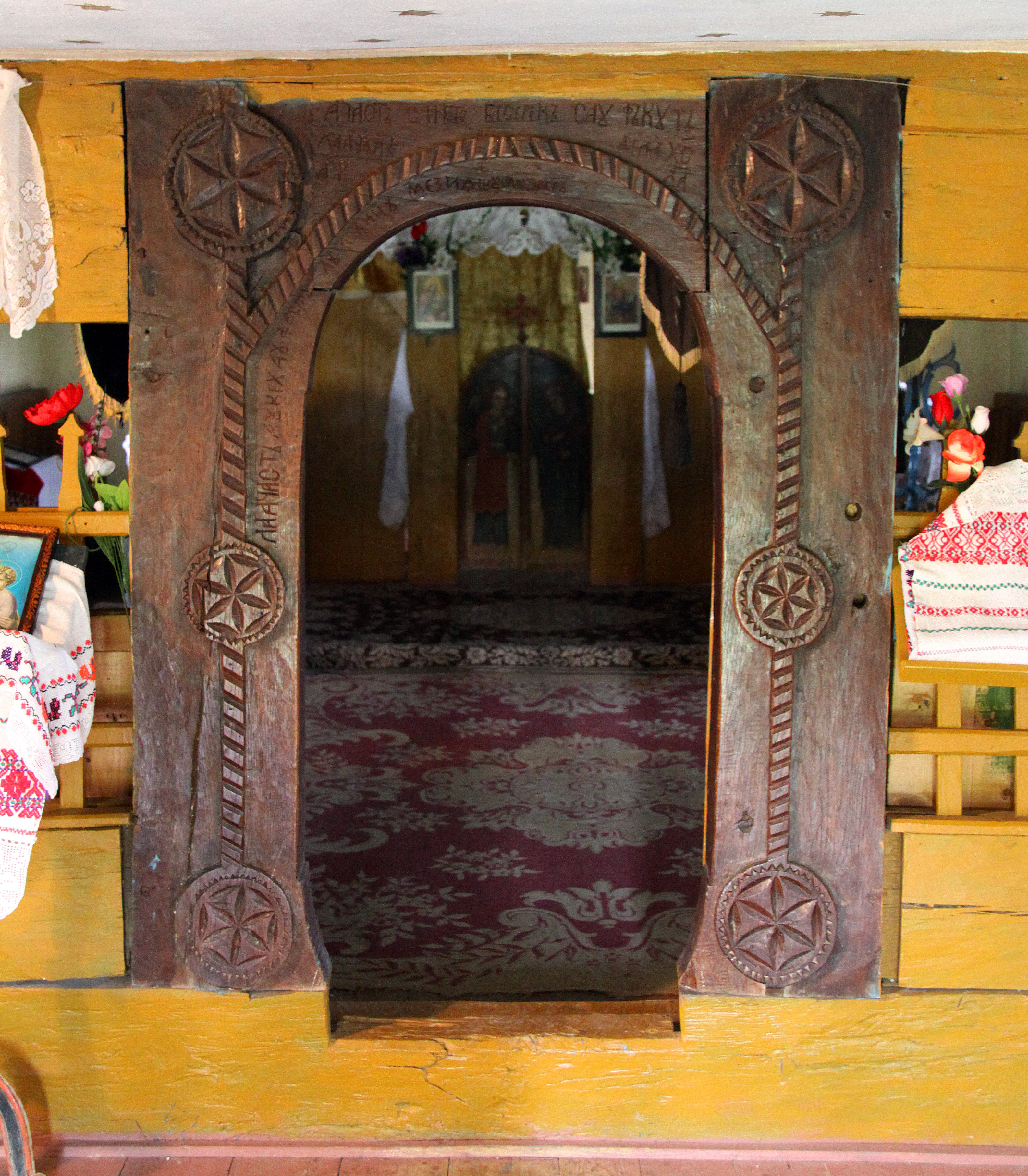
Portalul de la intrarea în naos, foto: 2009

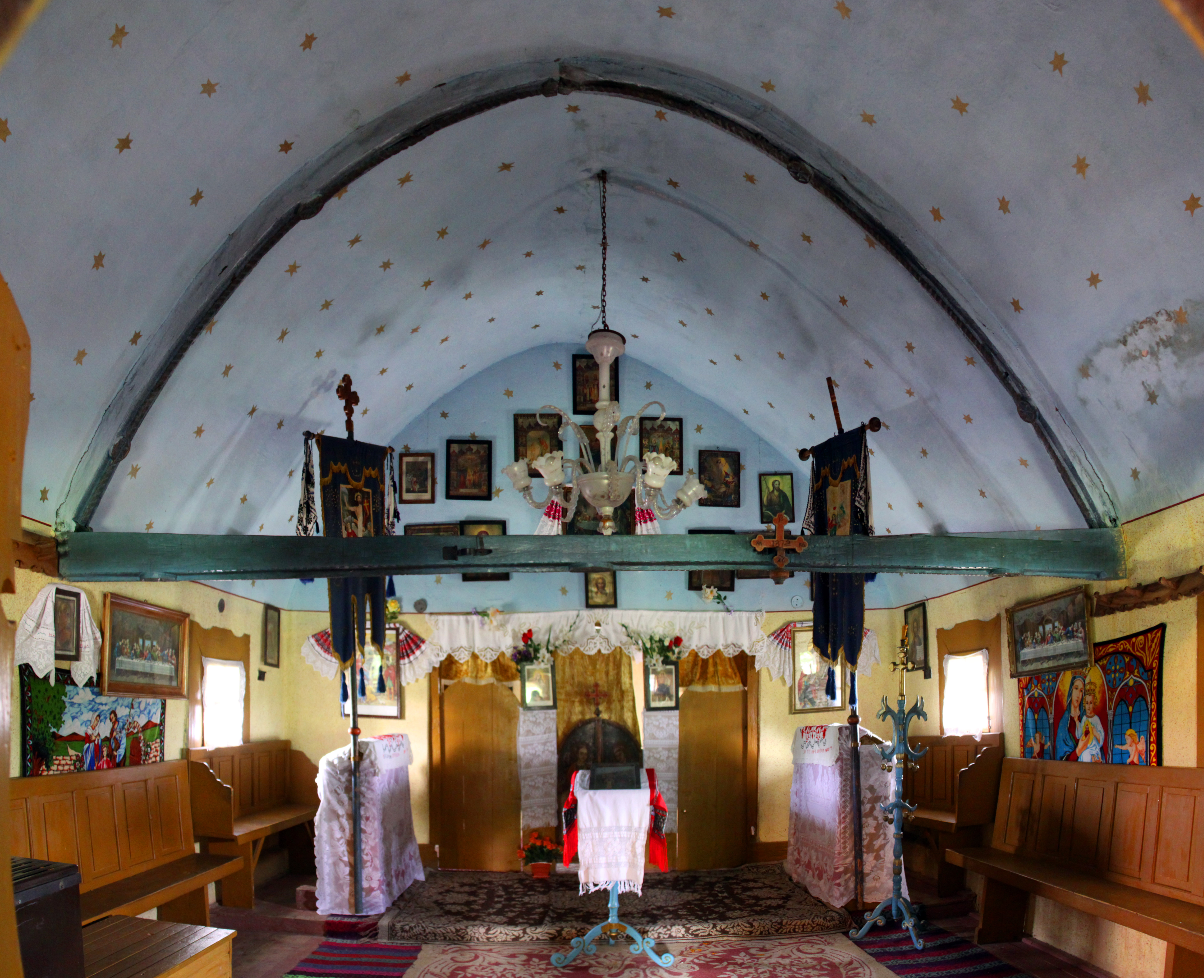
Interiorul navei, spre iconostas, foto: 2009

Biserica de lemn din Talpe cu hramul „Adormirea Maicii Domnului” se află în localitatea Talpe din județul Bihor. Ea a fost ridicată în anul 1731 și este semnată de meșterul Lup din Mizieș, cel care a ridicat și biserica de lemn din Saca. Aceasta este una dintre frumoasele monumente de arhitectură sacrală din lemn de pe meleagurile Bihorului, caracterizată prin motivele astrelor cerești sculptate în relief pe portale și în grinzile de sub bolta navei. Biserica se află pe noua listă a monumentelor istorice sub codul LMI: BH-II-m-B-01211.

## Istoric
O biserică de lemn mai veche, acoperită cu șindrilă, a fost vizitată în anii 1724-1725. De la aceasta s-au refolosit probabil câteva grinzi cioplite decorativ în peretele de miazăzi, pictate și sculptate în același stil cu portalele bisericii actuale.
Începutul acestei biserici este fixat de o pisanie peste intrarea în naos, care reține următoarele: „Aceasta sfântă beserecă sau făcut la anul de la H[risto]s 1731. La aceast lucru au fostu Lup dinu Meziașu meșteru.” Trebuie remarcată asemănarea cu biserica de lemn din Saca, ridicată inițial în Nimăiești în jurul anului 1724, unde s-a semnat același meșter Lup. 

## Imagini

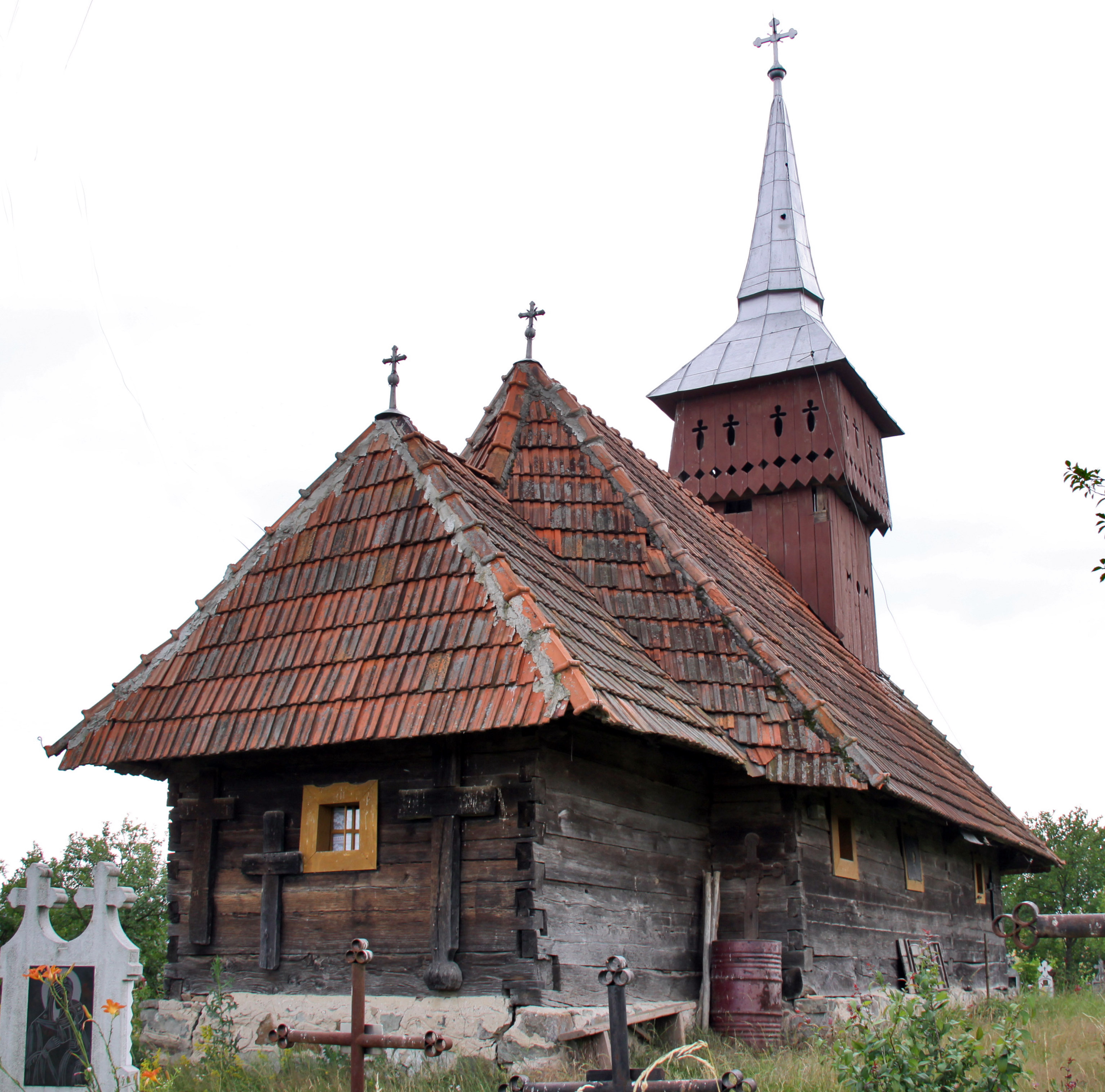
biserica, nord-est
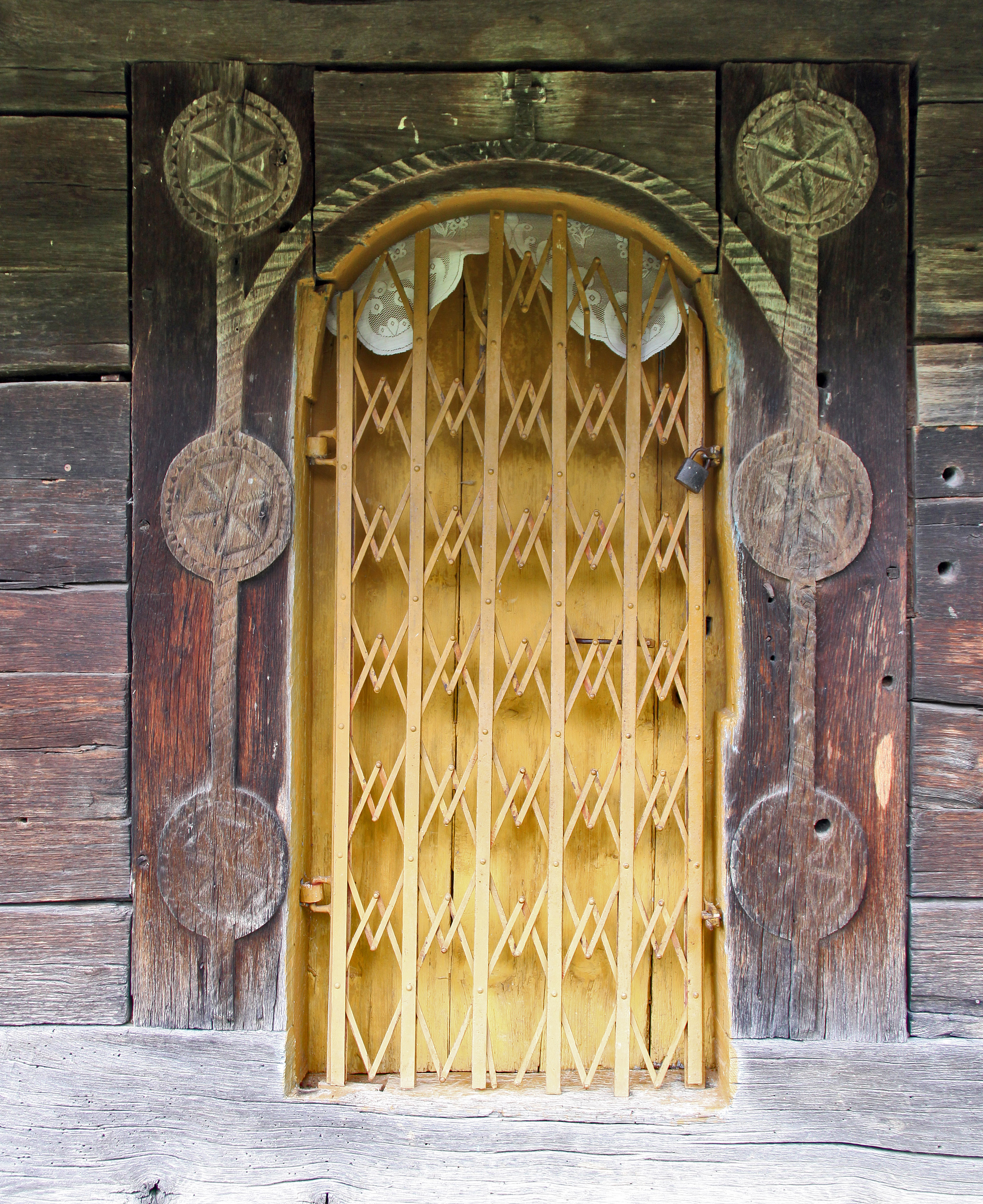
portal intrare
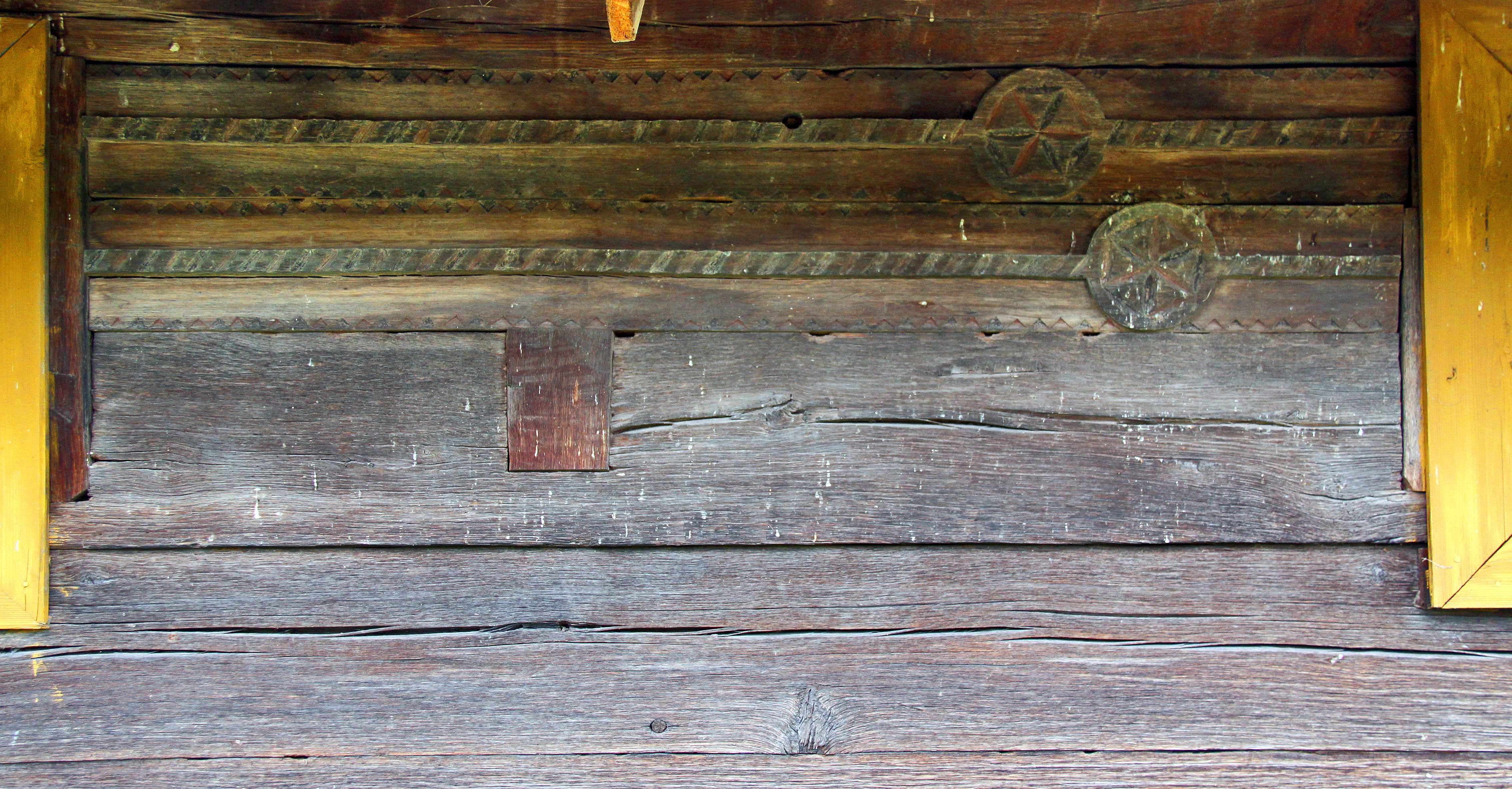
bârne refolosite, naos, sud